# CA 19-9
Il CA 19-9 (Carbohydrate Antigen, antigene carboidratico 19-9) o GICA (GastroIntestinal Cancer Antigen, antigene del cancro gastrointestinale) è un marcatore tumorale che viene ricercato nel sangue ottenuto mediante prelievo venoso.

## Storia
Venne scoperto per la prima volta nel 1981 nei pazienti con cancro del colon-retto o con carcinoma del pancreas, benché possa essere titolabile anche nei soggetti con patologie epatiche, del tratto biliare e nella sindrome di Mirizzi.

## Impiego clinico
Benché il CA 19-9 sia presente nella maggior parte dei soggetti con carcinoma del pancreas, il suo rilevamento non ha un valore diagnostico a causa della scarsa specificità (il CA 19-9 è titolabile anche in altre condizioni patologiche) e della presenza di falsi negativi (alcuni soggetti con carcinoma pancreatico non presentano livelli elevati di CA 19-9). Tuttavia, una volta diagnosticato il cancro, la titolazione dei livelli di CA 19-9 ha un elevato valore prognostico in quanto una rapida riduzione dei livelli in seguito alla terapia chirurgica correla con un buon grado di resezione di neoplasia attiva. Analogamente, l'aumento del CA 19-9 in corso di monitoraggio post-operatorio correla con recidiva di neoplasia pancreatica o con la presenza di metastasi.